# Mariëncroon
Mariëncroon was een klooster in de Nederlandse stad Culemborg, provincie Gelderland. Het klooster lag op de hoek van de Everwijnstraat en de Herenstraat.

## Geschiedenis
De oudste vermelding van het klooster dateert uit een oorkonde van 1425: heer Johan van Culemborg gaf toen een aantal voorrechten - zoals vrijstelling van belasting - aan de gemeenschap van Franciscanessen van de Derde Orde. Het is mogelijk dat er op dat moment al een klooster stond, maar de oorkonde kan ook beschouwd worden als stichtingsdocument van het klooster.
In 1442 was er een geschil tussen het klooster en het kapittel van Sint Barbara. Dit ging onder andere over de diensten in de kloosterkapel, het luiden van de klokken en het begraven van overledenen op het eigen kloosterterrein. Aleid van Gutterswijk, echtgenote van heer Johan, bemiddelde in dit conflict. Het klooster mocht uiteindelijk wel zijn eigen diensten houden, maar het klokgelui diende beperkt te blijven en er mocht niet worden gezongen. Op zondagen mochten de klokken helemaal niet worden geluid, tenzij het op een van de twee dagen van de patroonheiligen viel. Voor de biecht, de sacramenten en de mis konden de zusters een eigen pater uitkiezen. Begraven op eigen terrein werd alleen toegestaan als het om overleden bewoners van het klooster ging. Het klooster moest tevens het kapittel betalen voor begrafenissen en moest ook een deel van de offerranden aan hen afstaan.
In 1451 kreeg het klooster gronden geschonken nabij de stadsmuur. Deze gift was afkomstig uit het testament van Aleid. Het testament sprak van een ‘Huys mitter Hofstadt, Tuyn en Timmer’.
In 1496 woonden er 47 zusters in het klooster.
In 1532 brak de zogenaamde Bagijnenbrand uit in een hooiberg van het klooster, waarbij ook woningen van burgers schade opliepen, zoals het naastgelegen Caffaigne. Zij verhaalden de kosten van deze schade op het klooster. Van Elisabeth van Culemborg en haar man Anthony van Lalaing ontving het klooster een bedrag van 80 gulden, en in ruil voor dit bedrag moesten de zusters voor het welzijn van Elisabeth en Anthony bidden. In datzelfde jaar werden ook de leefregels aangescherpt en kreeg het klooster een strakker reglement, vooral rondom de clausuur. In deze ontwikkeling speelde vrouwe Elisabeth een grote rol: zij ergerde zich immers al langere tijd aan de slechte naleving van de kloosterregels en wenste hierin verbetering te zien.

### Reformatie
In 1566 zorgde de beeldenstorm voor grote schade aan het klooster. In 1580 centraliseerde graaf Floris van Pallandt het beheer van alle geestelijke goederen en stelde hiertoe Cornelis Thonisz als rentmeester aan. De geestelijken kregen voortaan een honorarium. Overigens werd de centrale administratie al snel weer losgelaten en werd elke instelling weer apart beheerd. Voor Mariëncroon werd de administratie sinds 1587 uitgevoerd door Cornelis Thonisz, en toen hij in 1620 overleed, nam zijn vrouw Agnieta Willem Joostendochter de administratie over.
De reformatie deed het aantal zusters afnemen: in 1591 woonden er nog slechts 14 vrouwen in het klooster. In 1622 deden de overgebleven zusters afstand van hun bezittingen en graaf Floris II zou hen voortaan jaarlijks een alimentatie betalen. In 1634 overleed de laatste zuster, Aelken Peters, waarmee alle bezittingen van het klooster toe vielen aan de graaf.

### Grafelijke residentie
Rond 1642 richtte graaf Filips Theodoor van Waldeck-Eisenberg het voormalige klooster in als verblijf voor zijn schoonmoeder Christina van Erbach. Het voormalige kloostercomplex kreeg nu de naam Nieuwe Hof.
Tijdens het Rampjaar 1672 werd Culemborg bezet door Franse troepen, die grote schade aanrichtten aan zowel het kasteel als aan Mariëncroon. Het kasteel was te zwaar beschadigd om weer als residentie te kunnen gebruiken, waardoor graaf Georg Frederik van Waldeck-Eisenberg besloot om Mariëncroon te herstellen en als nieuwe grafelijke residentie in te richten. De verbouwing van het oude klooster duurde tot 1692.
Nadat het graafschap Culemborg in 1720 was verkocht aan het Kwartier van Nijmegen, werd het Nieuwe Hof de residentie van de drost.
Rond 1830 werden de kloostergebouwen afgebroken. In 1858 werd op de hoek van de Everwijnstraat en Herenstraat een herenhuis met boerderij gebouwd met de naam ‘Huys mitter Hofstadt’. Het kloosterterrein was in gebruik als boomgaard.

### Parkeerterrein
In de jaren 50 van de 20e eeuw werd gezocht naar manieren om ruimte te geven aan het groeiende autoverkeer. Een van de ideeën was om een doorbraak te realiseren van de Herenstraat naar de Prijssestraat, waarbij een nieuwe straat over het gebied van het voormalige Mariëncroon kwam te liggen. Hierbij diende dan tevens de middeleeuwse stadsmuur te worden doorbroken. Dit plan werd aanvankelijk van tafel geveegd, maar in de jaren 60 kwam het plan weer op tafel en in 1965 keurde de provincie Gelderland het goed. In 1968 werd de stadsmuur doorbroken, er kwam een nieuwe brug over de stadsgracht, en op het Hof werd een parkeerterrein aangelegd. Bij de werkzaamheden werden fundamenten aangetroffen van het klooster.

## Beschrijving

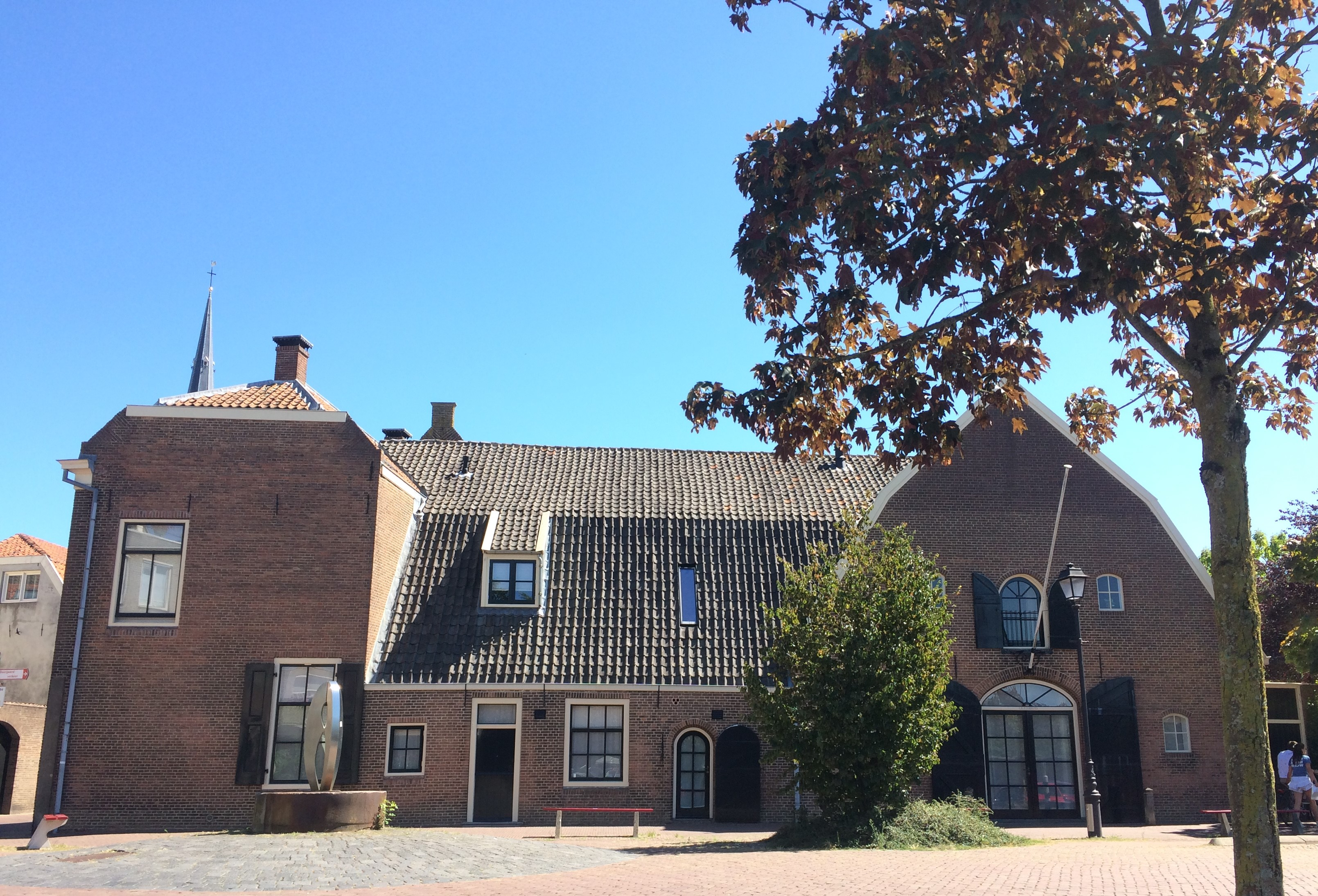
Het Huys mitter Hofstadt, gebouwd in 1858

Het klooster lag aan de westkant van de middeleeuwse binnenstad, op het punt waar de Herenstraat en de Everwijnstraat elkaar raken. Aan de west- en zuidzijde werd het kloosterterrein afgesloten door de stadsmuur. Aan de noordzijde lag de Begijnensloot, terwijl de ingang tot het klooster aan de oostzijde was gesitueerd. Deze ingang bestond uit een toegangspoort en een poortgebouw.
Het is onbekend hoe het klooster er precies heeft uitgezien. Een kaart uit de 16e eeuw van Jacob van Deventer toont schetsmatig het zusterhuis. De 17e-eeuwse kaart van Johannes Blaeu laat de diverse gebouwen zien, maar is getekend na de opheffing van het klooster en lijkt onvoldoende betrouwbaar te zijn.
Het klooster kende een zusterhuis, patershuis, kerk, brouwerij, boerderij en een woonhuis. Deze gebouwen waren deels of geheel van steen. Daarnaast waren er houten gebouwen, zoals een ziekenhuisje. De kerk zal zijn voorafgegaan door een kapel, want in 1467 gaf de Utrechtse bisschop toestemming om te kapel te vernieuwen; sindsdien is er in de bronnen alleen nog sprake van een kloosterkerk. De pater woonde in een apart gebouw, het patershuis. Na de reformatie werd het patershuis bewoon door onder andere een predikant en een schoolmeester. In 1620 kreeg de schutterij het als ‘doelen’ (oefenlocatie) toegewezen, maar rond 1640 werd het huis weer bewoond.
De brouwerij en de boerderij zijn in de nadagen van het klooster verhuurd aan derden. Waarschijnlijk waren er te weinig zusters overgebleven om deze gebouwen te exploiteren en was er onvoldoende geld om personeel aan te trekken. Nadat in 1640 een storm grote schade had aangebracht aan de boerderij, werd deze afgebroken. De brouwerij volgde kort hierna. Rond 1830 was er van het klooster niets meer over.
Anno 2022 is het voormalige kloosterterrein in gebruik als parkeerplaats met de naam Het Hof. Aan de oostzijde staat het 19e-eeuwse herenhuis met boerderij dat de naam ‘Huys mitter Hofstadt’ draagt.